# Catedral de Visby
A Catedral de Visby - em sueco Visby domkyrka ou  Visby Sankta Maria domkyrkan - é uma catedral luterana localizada na cidade de Visby, na ilha sueca da Gotlândia.
Esta igreja medieval foi inaugurada em 1225 pelo bispo de Linköping, e pertence à Diocese de  Visby da Igreja da Suécia. Desde 1572 que é a sede da diocese.
Começou a ser construída no séc. XII, com dinheiro coletado nos navios alemães que visitavam a cidade, com a finalidade de criar uma igreja para os comerciantes alemães na cidade hanseática de Visby.